# Bernhard Schmidt (Politiker, 1825)
Bernhard Schmidt (* 16. November 1825 in Berlin; † 11. Juni 1887 in Sagan) war Jurist, Rittergutsbesitzer und Mitglied des Deutschen Reichstags.

## Leben
Schmidt studierte Rechtswissenschaften in Lausanne und Heidelberg. In der Folge war er Gerichtsassessor und Staatsanwaltsgehilfe, bevor er Rittergutsbesitzer in Sagan wurde.
Von Februar bis Juni 1887 war er Mitglied des Deutschen Reichstags für den Wahlkreis Liegnitz 2 (Sagan, Sprottau) und die Deutsche Reichspartei. Zwischen 1870 und 1887 war er Mitglied des Preußischen Abgeordnetenhauses für den gleichen Wahlkreis.